# Desmognathus aureatus
Espèce
Synonymes
- Leurognathus marmorata aureata Martof, 1956

Desmognathus aureatus est une espèce d'urodèles de la famille des Plethodontidae.

## Répartition
Cette espèce est endémique des États-Unis. Elle se rencontre dans le nord-est de la Géorgie et dans l'ouest de la Caroline du Sud dans le bassin des rivières Chattahoochee, Tallulah et Chattooga.

## Publication originale
- Martof, 1956 : Three new subspecies of Leurognathus marmorata from the southern Appalachian Mountains. Occasional Papers of the Museum of Zoology, University of Michigan, no 575, p. 1–14 (texte intégral).